# Национална академия по ветроходство на Уеймут и Портланд
Национална академия по ветроходство на Уеймут и Портланд (НАВУП) е център за спортно ветроходство на остров Портланд, Дорсет, на южния бряг на Англия, Великобритания.
Сградата на академията се намира в северната част на острова и водите на пристанище Портланд и залива Уеймут. В непосредствена близост до мястото се намират основните съоръжения използвани за плаване. На това място се провеждат местни, национални и международни състезания по ветроходство. През 2005 г. центъра бе избран за домакин на ветроходните състезания за Летните олимпийски и Летните параолимпийски игри през 2012 г.

## История
Академията е създадена като организация с идеална цел през 1999 г. и официално е открита на 1 април 2000 г. Преди това мястото е застроено с военноморски съоръжения, преди да бъде построен клуба през юни 2005 г. Използването на съоръженията и достъпа до обучение е свободно за всеки, срещу годишна такса за членство. На 6 юли 2005 г. Лондон е избран за домакин на летните олимпийски игри през 2012 г., а НАВУП бе избран за домакин на състезанията по ветроходство.

## Удобства
Пристанището е с площ от 8,6 km² и е идеално за плаване, тъй като е защитено от големи вълни и течения. Съоръженията на клуба са построени на два етажа, включително физкултурен салон, седем конферентни зали за 260 души, кухня и бар, ВИП зали и офиси, лоби бар и кът за кафе, разположен на два балкона. Извън комплекса на академията има 40 метров хелинг, 30 понтона с достъп за инвалиди, паркинги.